# Alfred Jäck
Alfred Jäck (Allschwil, Basel-Landschaft kanton, 1911. augusztus 2. – 1953. augusztus 28.) svájci labdarúgócsatár.